# Список умерших в 1068 году

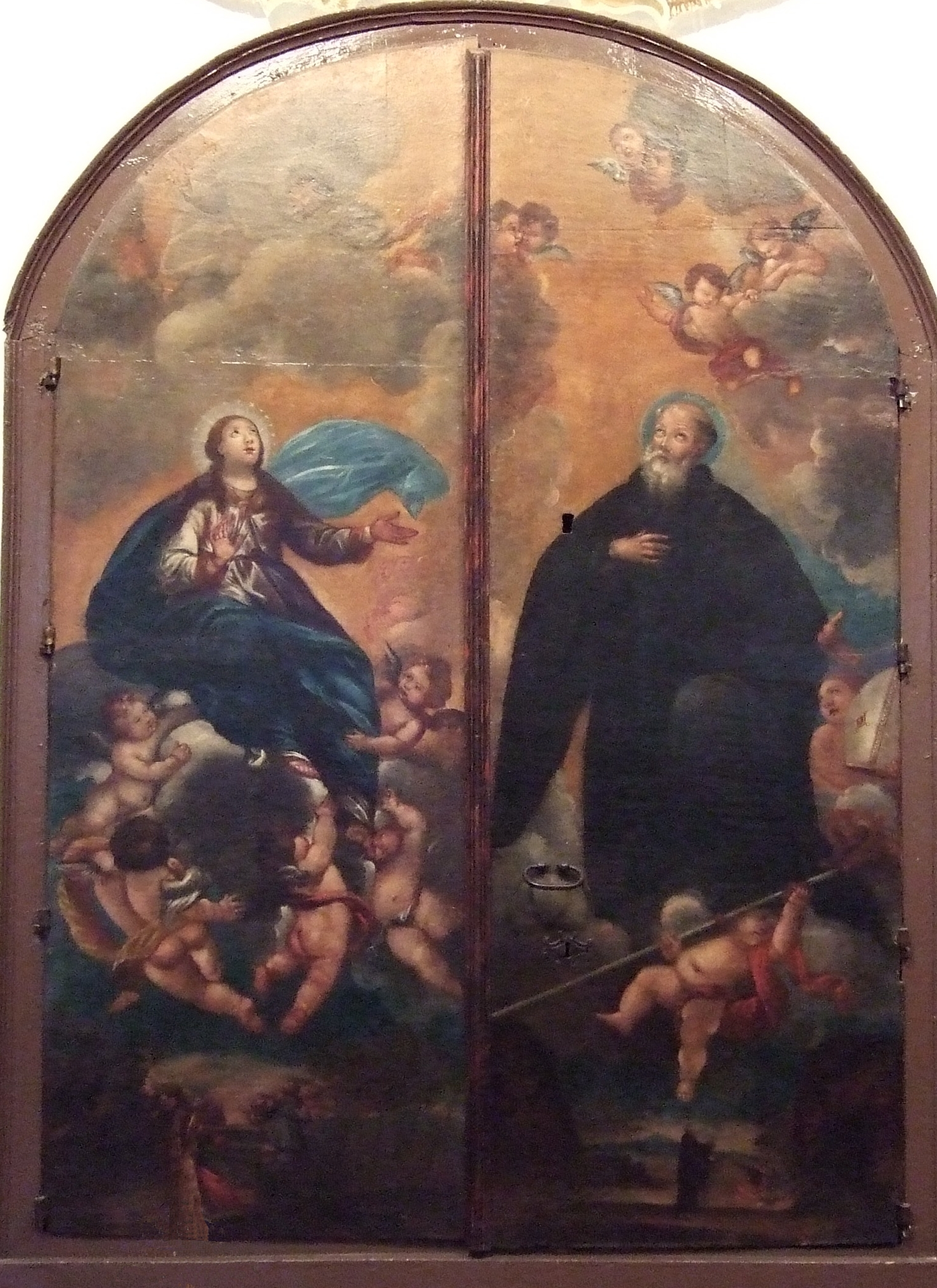
Игнатий из Оньи

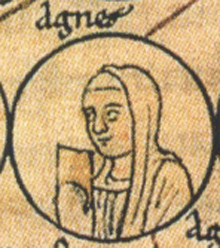
Агнеса Бургундская

В этой статье представлен список известных людей, умерших в 1068 году.
См. также: Категория:Умершие в 1068 году

## Январь
- 11 января — Экберт I Старший — граф Брауншвейга и маркграф Фрисландии с 1038 года, маркграф Мейсена (1067—1068)
- И-цзун — второй император Западного Ся (1048—1068).

## Май
- 22 мая — Го-Рэйдзэй — император Японии с 1045 года.

## Июнь
- 1 июня — Игнатий из Оньи — бенедиктинский аббат, католический святой.

## Ноябрь
- 10 ноября — Агнеса Бургундская — герцогиня-консорт Аквитании(1019—1030), (жена герцога Гильома V); графиня-консорт Анжу (1040—1049/52) (жена графа Жоффруа II Мартела)

## Дата неизвестна или требует уточнения
- Али ибн Юсуф аль-Илаки[англ.] — персидский врач
- Аргир — византийский катепан Италии (1050—1058)
- Вильгельм I — герцог Гаэты (1064)
- Ибн Аби Садик[англ.] — персидский врач
- Эфраим ибн аль Зафаран[англ.] — еврейский врач
- Ибрахим б. Наср Табгач-хан — первый правитель — табгач-хан Западного Караханидского каганата.
- Ральф I — первый граф Восточной Англии (1067—1068).
- Рамон Вифред — граф Сердани и Конфлана (с 1035).
- Чо Чанг — корейский поэт, «дедушка корейского образования»